# Spilosoma inaequalis
Spilosoma inaequalis är en fjärilsart som beskrevs av Butler 1879. Spilosoma inaequalis ingår i släktet Spilosoma och familjen björnspinnare. Inga underarter finns listade i Catalogue of Life.